# Dendrographiella podosporioides
Dendrographiella podosporioides är en svampart som beskrevs av Agnihothr. 1972. Dendrographiella podosporioides ingår i släktet Dendrographiella, divisionen sporsäcksvampar och riket svampar.   Inga underarter finns listade i Catalogue of Life.